# 采槟榔
采槟榔是黎锦光根据湖南民歌《双川调》创作于20世纪30年代的歌曲，這首歌由殷忆秋作词，周璇原唱。該歌曲一度风靡上海，是周璇的代表作品之一。20世纪80到90年代，该歌曲被諸如奚秀兰、邓丽君（1982年演唱會）、凤飞飞、龙飘飘等多位歌手翻唱。